# Iberoamerikanische Badmintonmeisterschaft 2024
Die Iberoamerikanische Badmintonmeisterschaft 2024 fand vom 29. November bis zum 1. Dezember 2024 in San Salvador in El Salvador statt. Es war die dritte Auflage der Titelkämpfe.

## Medaillengewinner
| Disziplin    | Gold                           | Silber                          | Bronze                             |
| ------------ | ------------------------------ | ------------------------------- | ---------------------------------- |
| Herreneinzel | Uriel Canjura                  | Miguel Esteve                   | Alvaro Leal                        |
| Herreneinzel | Uriel Canjura                  | Miguel Esteve                   | Alejandro Perez                    |
| Dameneinzel  | Juliana Giraldo                | Cristina Teruel                 | Gabriela Barrios                   |
| Dameneinzel  | Juliana Giraldo                | Cristina Teruel                 | Margareth Revelo                   |
| Herrendoppel | Miguel Esteve Marcos Garcia    | Frank Barrios Jose Pereira      | Luis Martinez Fabricio Rodriguez   |
| Herrendoppel | Miguel Esteve Marcos Garcia    | Frank Barrios Jose Pereira      | Javier Alas Manuel Mejia           |
| Damendoppel  | Amaia Torralba Jana Villanueva | Juliana Giraldo Karen Patiño    | Fatima Centeno Daniela Hernandez   |
| Mixed        | Marcos Garcia Jana Villanueva  | Alejandro Perez Cristina Teruel | Javier Alas Fatima Centeno         |
| Mixed        | Marcos Garcia Jana Villanueva  | Alejandro Perez Cristina Teruel | Melvin Calzadilla Gabriela Barrios |